# Département du renseignement et de la sécurité
Pour les articles homonymes, voir DRS.
 (mai 2017).
 (mai 2017).
- Si vous ne connaissez pas le sujet, laissez ce bandeau (vous pouvez alors contacter les auteurs).
- Si vous supprimez le contenu mis en cause (vous pouvez préalablement contacter les auteurs),

argumentez précisément cette suppression dans la page de discussion
(un manque de référence n'est pas un argument ; une recherche réelle de référence doit avoir été effectuée, être formellement documentée).
Le Département du renseignement et de la sécurité (DRS) (en arabe : دائرة الاستعلام والأمن) était le service de renseignement algérien dissous en 2015.
Son existence remonte à la guerre d'indépendance, sous l'impulsion d'Abdelhafid Boussouf. Son rôle était alors de gérer les réseaux, tant nationaux qu'internationaux, ce service est du Ministère de l'Armement et des Liaisons générales (MALG).
Après l'indépendance de l'Algérie en 1962 et l'accession de Houari Boumédiène à la tête du pays en 1965, les services de renseignements algériens connurent une grande mutation au niveau de leur organisation interne, s'inspirant grandement du schéma de fonctionnement des services du bloc de l'Est. C'est ainsi qu'il leur a été attribué le nom de Sécurité militaire (SM) département dirigé par le directeur Kasdi Merbah avec comme missions principales, la lutte contre toute forme d'espionnage, la préservation de la sécurité intérieure du pays et la défense des intérêts vitaux de l'Algérie à l'étranger.
Il a été remplacé par le Département de Surveillance et de Sécurité (DSS) fin janvier 2016, département dirigé par le directeur du DRS, Bachir Tartag (jusqu'en avril 2019), qui devient aussi ministre conseiller du président chargé des Affaires de sécurité. Un décret présidentiel non publiable a été signé par le président Bouteflika le 20 janvier de la même année. La nouvelle direction comprend trois départements chargés respectivement de la sécurité intérieure, de la sécurité extérieure et une direction technique.

## Historique

### Ministère de l'Armement et des Liaisons générales

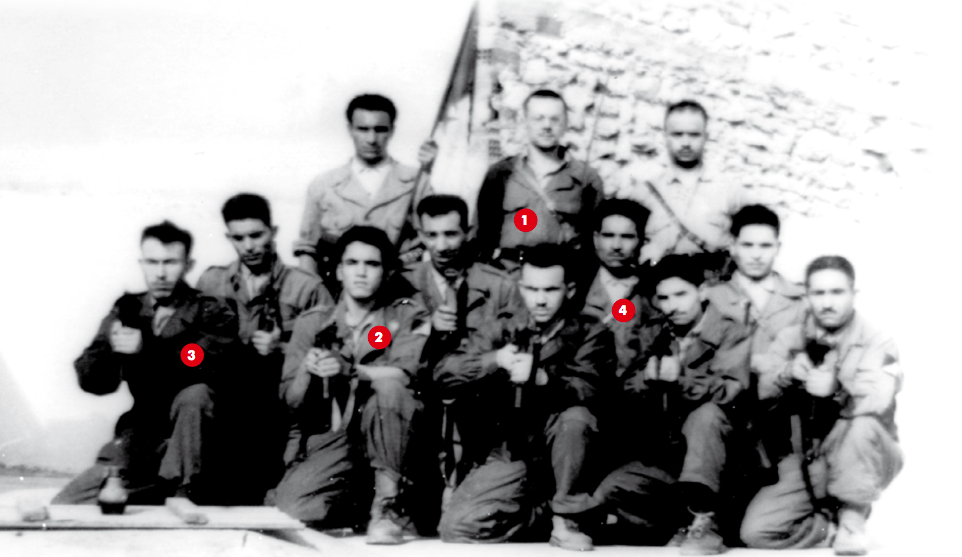
Les membres du MALG en Wilaya V durant la guerre d'Algérie, le colonel Boussouf est désigné sur la photo sous leno 1 et le futur colonel Boumediene sous le no 3.

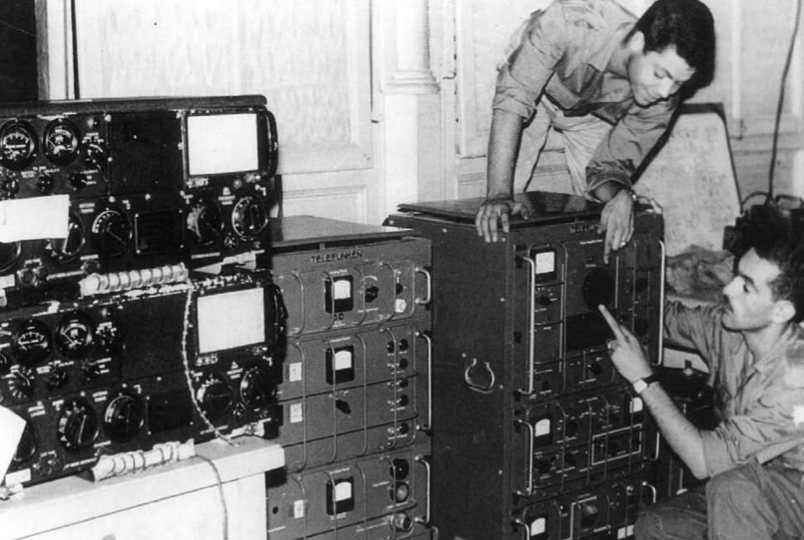
Le MALG et son service des transmissions et d'écoutes durant la guerre d'indépendance.

Abdelhafid Boussouf, alias « Si Mabrouk », premier chef de la wilaya V et de l'armée des frontières, a pour conseiller et adjoint, à la fin de 1959, Laroussi Khalifa, alias Abdelhafid, fonctionnaire qui a rejoint le maquis en 1957. Ils mettent en place un système de surveillance et de répression durant la guerre d'indépendance ; ce système s'installe au cœur l'État-FLN et va en infiltrer peu à peu tous les rouages, civils et militaires.
C'est en 1956, à Nador (Protectorat espagnol du Maroc), qu'est créé dans la clandestinité, un premier service de transmissions et d'écoutes dirigé de main de fer par le colonel Boussouf, dont la mission est l’écoute des réseaux radio-électriques de l’ennemi. C’était suffisant pour une bonne information. La mission principale de ce service était alors de protéger les dirigeants nationalistes et les chefs de l'ALN des infiltrations et des manipulations des services français et qui deviendra plus tard le ministère de l'Armement et des Liaisons générales, connu sous le sigle du MALG. Un nombre restreint de cadres du MALG pilotaient à distance des réseaux de renseignement à l'intérieur du territoire national ou à l'extérieur. Puis la mission du MALG s'étend à la surveillance des membres du FLN eux-mêmes et, plus largement, au contrôle et à l'espionnage des populations. Les historiens l'appellent la « Tcheka algérienne ».
Après la création du GPRA (1958), le KGB accepte de recevoir dans ses écoles de formation des collaborateurs de Boussouf. Durant leur séjour à Moscou, ces derniers, pour la plupart des étudiants diplômés issus des classes moyennes et de la bourgeoisie qu'on appellera les « Boussouf boys » ou les « MALGACHES » (membres ayant servi dans les rangs du MALG) apprennent les techniques de la mise en scène et de l'organisation « des provocations et des complots préventifs pour détruire l'adversaire ». Cette première promotion est connue sous le nom de code « Tapis rouge », ses membres vont former le noyau dirigeant de la redoutable future Sécurité militaire qui va devenir plus tard la colonne vertébrale de l'État naissant et ses membres vont reporter leur fidélité sur le colonel Boumediene surtout lors du putsch militaire contre Ben Bella en 1965.

#### Évolution des services spéciaux algériens
Les services spéciaux algériens disposent de plusieurs bases opérationnelles : au Maroc[réf. nécessaire], en Égypte (jusqu'en 1959), en Tunisie[réf. nécessaire] et en Libye[réf. nécessaire] - où est installée la fameuse « base Didouche », abritant les archives du MALG. Cette base est composée d'une section « Renseignement, documentation et exploitation », dont la tâche est de recueillir, d'analyser et d'exploiter les rapports adressés par les agents opérant dans les pays étrangers.

### Services spéciaux post-indépendance
La DST quittera l'Algérie le 1er mars 1962. Les services soviétiques s'installent alors pour encadrer ceux de la toute jeune Sécurité militaire algérienne. C'est le général Vadim Kirpitchenko aidé d'Andréï Zelenine, responsables du KGB et spécialistes du Maghreb qui sont alors chargé de former les Algériens aux services spéciaux.

#### Sécurité militaire (SM)

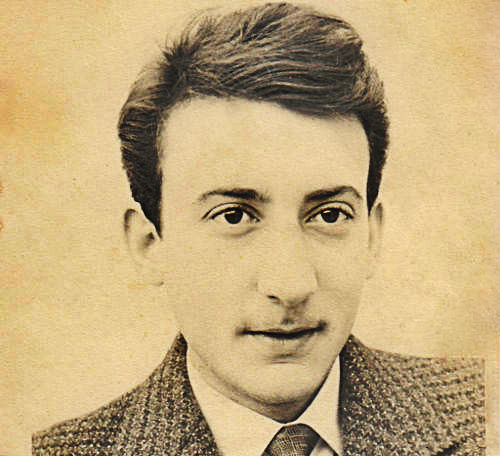
Kasdi Merbah, chef de la Sécurité militaire de 1965 à 1978.

Après l'indépendance du pays qui commence par la crise de l'été 1962 qui voit s'opposer le pouvoir civil et l'organe qui l'incarne, le GPRA et le pouvoir militaire à travers le « clan d'Oujda » et son État-major général (EMG) sous le commandement du colonel Houari Boumédiène, le transfert des archives du l'EMG et du MALG à Rocher Noir et Alger, et le ralliement des responsables du renseignement à Ben Bella contribuent à l'élimination de Boussouf, à la réorganisation des services confiée à Ben Cherif et à la création de la Sécurité militaire qui plus tard deviendra célèbre sous le fameux sigle SM, la grande majorité des éléments des services de renseignement du MALG a été reprise dès l’indépendance pour constituer le premier noyau de la sécurité militaire et qui sera confiée à Kasdi Merbah, un « Boussouf boys », enfant du MALG et adjoint au renseignement de l'EMG depuis 1960, technicien de la répression auprès de Boussouf, négociateur aux Rousses et à Évian, le commandant Kasdi Merbah est le fidèle soutien de Boumediene contre ses ennemis intérieurs : la protection de l’État naissant dirigé par un pouvoir issu d’un affrontement violent entre les ex-dirigeants du FLN lors de la crise de l'été 1962, Boumediene était beaucoup plus préoccupé par la menace intérieure. Jusqu'en février 1979, Kasdi Merbah est à la tête de la direction centrale de la sécurité militaire (DCSM), véritable police politique, qui contrôle la gendarmerie, la police et même l'économie par le canal du service PE de « prévention économique ». Soutien de Chadli en 1979, il est promu colonel, puis lui succède pour une courte durée le colonel Yazid Zerhouni dit Yazid, ancien ministre de l'intérieur et des collectivités locales (1999-2010).

##### Les BSP
Après le coup d'État, la SM  deviendra la principale force d'intervention. Par ses fameuses cellules BSP, les (Bureaux de sécurité et de prévoyance (BSP) qui deviendront l'œil de l'État-FLN avec ces agents, elle pénètre alors l'administration, la police, le FLN, les médias, les entreprises d'État, tout en assurant l'organisation de l'espionnage et du contre-espionnage et la supervision d'un réseau d'indicateurs pour tester la population à l'égard du régime. La SM s'attache aussi à lutter contre les communistes et la gauche du FLN-pour contrôler les syndicats dont l'UGTA, le mouvement étudiant et l'Union des femmes (1965-1967), puis contre les partisans du colonel Tahar Zbiri (chef d'État-major de l'ANP qui tenta un putsch en 1967) et de Krim Belkacem (l'un des dirigeants historiques de l'insurrection). L'épuration de la résistance intérieure, jusqu'alors limitée, s'amplifia. La SM en profitera pour récupérer d'anciens cadres des wilayas, comme elle l'avait fait avec le FFS et le PRS, et en fit des agents, ce qui décupla son efficacité. Mais il faut souligner que cela concerne essentiellement les anciens maquisards qui persistaient à croire, malgré leurs déconvenues, qu'il n'y aurait de changement possible qu'avec le soutien des appareils et de l'armée.

#### Réorganisation de la SM et la création du DRS
Le 5 juillet 1990, à l'occasion des commémorations de l'indépendance du pays, Khaled Nezzar, un ancien « DAF », est promu général-major et devient ministre de la Défense. La sécurité militaire après avoir été fractionnée et fragilisée durant la décennie 1980 sera réunifiée juste après la démission du général Betchine. Le 4 septembre 1990, ses différentes branches sont réunies et centralisées au sein d'un organisme unique baptisé Département du Renseignement et de la Sécurité (DRS). La présidence de la république sous Chadli Bendjedid perd tout contrôle sur la branche civile  de la SM, elle sera placée sous la seule responsabilité du ministre de la défense, le général major Khaled Nezzar qui confiera le DRS au colonel Mohamed Mediène dit « Toufik » (promu général peu après) et qui sera le nouveau patron du Département du renseignement et de la sécurité .
Les trois grands services suivants sont désormais dirigés par Mohamed Mediène :
- La Direction du contre-espionnage (DCE), dispose d'un service action, le centre de recherche et d'investigation (CRI) à Ben Aknoun, intitulé ANTAR, dirigé par le colonel Farid Ghobrini. La mission première de la DCE, contrairement à son intitulé officiel, est de surveiller et d’infiltrer la société. Elle comporte plusieurs services et sous-directions
- La Direction centrale de la sécurité de l'armée (DCSA ) a été assurée par le général Betchine, puis par Kamel Abderahmane jusqu'en 1995. Cette direction est en principe spécifiquement militaire et est chargée de la protection des forces armées contre les menées subversives.
- La Direction de la documentation et de la sécurité extérieure (DDSE) a été dirigée par le général Saïdi Fodhil, avant qu'il ne soit assassiné en 1996.

Le DRS gère aussi un grand nombre d'organismes subordonnés :
- La Direction de la sécurité intérieure (DSI), chargée des écoutes téléphoniques, des volets contre-espionnage et de la lutte contre la subversion, considérée comme la colonne vertébrale du DRS. C'est le général Bachir Tartag, surnommé « le bombardier » et ex-patron du CPMI, qui a été désigné le 20 décembre 2011 pour diriger cette importante structure de renseignements en remplacement du général Abdelkader Kherfi, alias « général Ahmed ».
- Le Centre territorial de recherche et d'investigation (CTRI), situé à Blida, sa mission était l'espionnage et l’infiltration des maquis islamistes durant la décennie noire. L'un de ses membres les plus célèbres est l'adjudant Adelkader Tigha[8] qui est chargé dès 1996 de la lutte contre les terroristes islamistes. Réfugié actuellement aux Pays-Bas.
- Le Groupement d'intervention spécial (GIS), fut dirigé par le colonel Abdelkader Khemane puis par le commandant Hamou, après la mort du commandant Abdelrahmane. Le GIS a été créé en 1987, avec un encadrement militaire et un personnel de police. Sa mission était plutôt offensive. À partir de juin 1991, il sera engagé dans la lutte antiterroriste et ses effectifs seront renforcés (environ 300 hommes). Des brigades d’intervention du GIS seront installées près de certains points névralgiques du pays, à Boufarik, près de la base aérienne, à Alger, à Blida. Lambarek Boumaarafi, l'assassin du président Mohamed Boudiaf, en faisait partie.
- Le Service de coordination opérationnel et de renseignement antiterroriste (SCORAT)
- La  Direction générale de la Sécurité et de la Protection présidentielle (DGSPP) est dirigé par le commandant Hadjres.
- Le Service central de police judiciaire (SCPJ) mène des enquêtes notamment économiques pour le compte de la justice.
- Le Centre de communication et de diffusion (CCD), appelé centre Belaroussi à Ben Aknoun, est dirigé par le colonel Fawzi, de son pseudonyme, lequel a relevé Tahri Zoubir alias Hadj Zoubir. Ce service, dépendant directement du chef du DRS, est chargé du contrôle des journalistes et des médias, de la censure, de la diffusion de communiqués et des articles à publier. Grâce à ses réseaux en Algérie et à l’étranger et à ses agents placés dans les différents quotidiens nationaux[Interprétation personnelle ?], le CCD, doté de grands moyens et connaissant les méthodes de conditionnement de l’opinion[précision nécessaire], a pu promouvoir très efficacement l'interprétation officielle du conflit : la juste lutte des militaires contre la barbarie islamiste. Il se compose de quatre services : Exploitation et manipulation (recrutement et entretien des agents); soutien opérationnel (arrestation et prise en charge des agents potentiels); soutien et contrôle (contrôle médiatique); analyse et traitement (analyse, traitement de l’information et de la stratégie médiatique).
- Le Département d'infiltration et de manipulation (DIM), dirigé par le colonel Samir Ayad alias l'algérois.
- La Direction des relations extérieures et de la coopération (DREC), dirigée par le général Salim Attafi après le départ en exil du général Salim Benabdallah alias Slim.
- Le Centre principal militaire d'investigation (CPMI) de Ben Aknoun, son ex-patron est le général Tartag. L'escadron 192[Quoi ?] lui est probablement rattaché[évasif]. Il a servi d’abord, après le coup d’État de janvier 1992, à surveiller et à réprimer les « éléments douteux » des différents corps de l’armée : de nombreux militaires suspectés de sympathies avec les islamistes y ont été arrêtés.
- Le Groupement de contrôle des réseaux (GCR), est chargé du renseignement électronique, des centres d'écoute et la surveillance des transmissions. Du matériel sophistiqué a été acquis et des serveurs informatiques superpuissants ont été installés à Dély-Ibrahim. Cette structure est destinée à lutter contre la « cybercriminalité ». Mais selon les « besoins », cette « mission » peut avoir un champ d’action aussi large qu’intempestif[précision nécessaire]. Le GCR aurait été fractionné en plusieurs Brigades qui auraient bénéficié « de formation en Chine et de l’assistance technique des Chinois dans le contrôle de la Toile algérienne »[réf. nécessaire]. Des formations continues se dérouleraient périodiquement. Le quotidien El Watan expliquait antérieurement[9] qu’un « GIX », « passerelle unique qui centralise toutes les données Internet qui entrent ou sortent d’Algérie, aurait été installé. De là, il suffit de mettre un tuyau et de tout récupérer ».
- Le Commandement de coordination de la lutte contre les activités subversives (CLAS), créé en juillet 1992, présidé par le général Mohamed Lamari, chef d'état-major de l'armée.

Il existe également :
- PC opérationnel (PCO), implanté à Château Neuf, chargé de coordonner la lutte antiterroriste ;
- Institut supérieur des techniques du renseignement (ISTR), créé à Beni Messous en 1990.

Le DRS dispose d'antennes à Madrid, Londres, Paris, Berlin, Washington et Moscou.

#### Autres missions du DRS durant la décennie noire
Le DRS gérait durant la décennie noire les forces de frappe qui étaient les groupes de légitime défense (GLD), les patriotes et la garde communale. L'action du DRS a permis, à côté de celle de l'ANP et des autres services de sécurité, de réduire les actions et la dangerosité des groupes armée islamistes (GIA, AIS et MIA).

## Le DRS à l'international

### Attentats du 11 septembre 2001: quand le DRS prévient les États-Unis
Le patron du DRS, le général Mohamed Mediène dit « Toufik », avait des liens étroits avec ses homologues du service de renseignements américains, ayant déjà été reçu au Pentagone et au siège de la CIA. Quelques jours avant les attentats du 11 septembre 2001, il se rend en mission confidentielle aux États-Unis. Avec ses interlocuteurs américains, il évoque une attaque imminente de grande ampleur contre les États-Unis sur la foi d’un mémo secret envoyé le 6 septembre 2001 par Smaïn Lamari, le numéro deux du DRS à l'époque. Le jour même, quelques heures après les attentats, seuls deux avions civils seront autorisés à décoller : celui qui transportait des membres de la famille royale saoudienne et des proches de Ben Laden, et celui qui ramenait le général Toufik à Alger.[source insuffisante]

### Attentats du 7 janvier 2015 en France
Le DRS aurait prévenu la DGSE le 6 janvier 2015 de l'imminence d'une attaque terroriste en France. Le DRS a prévenu sur l'imminence d’un attentat terroriste d'envergure 24 heures avant l’attaque contre le siège de l'hebdomadaire satirique français Charlie Hebdo.[source insuffisante]

### Attentats du 13 novembre 2015 en France
Au cours du mois d'octobre 2015, le DRS a transmis une note exhaustive à la DGSE la prévenant d'un fort risque d'attentats terroristes dans la région parisienne au niveau des « centres abritant des grands rassemblements de foules ».[source insuffisante]

## Enquêtes du DRS sur la série de scandales de corruption liés à Sonatrach
À la suite de plusieurs scandales de corruption impliquant de hauts responsables de Sonatrach et l'ancien ministre de l'Énergie et des mines, Chakib Khelil, le DRS a lancé l'opération baptisée « mains propres » ayant pour objectif d’enquêter sur plusieurs contrats signés par Sonatrach avec les compagnies pétrolières étrangères.

## Réforme de 2013
Alors qu'après ces problèmes médicaux, les observateurs politiques tablent que le président Bouteflika quittera le pouvoir au terme de son mandat, la perspective qu'il se représente à l'élection présidentielle de 2014 refait surface alors que début septembre, il entreprend un remaniement ministériel au bénéfice du clan présidentiel et démantèle le DRS en lui retirant plusieurs secteurs stratégiques (information, communication, sécurité de l'armée et certains pouvoirs de police judiciaire), alors que la lutte des clans se joue aussi sur le terrain de la corruption qui mine le pays.
D'après le journal électronique TSA, les derniers changements opérés par le président de la République au sein du DRS, visant une profonde restructuration de tous les services névralgiques du département, est l'une des conséquences liées à l’attaque terroriste contre le complexe gazier de Tiguentourine en janvier 2013. Ce drame, qui a fait 40 victimes, dont 39 expatriés de 10 nationalités, refait surface avec la parution, pour la première fois, d'une enquête menée par l'entreprise norvégienne Equinor, cogérante du complexe. Désormais,
- la Direction de la sécurité intérieure (DSI) considérée comme la colonne vertébrale du DRS, sera mise sous la tutelle du ministère de l’Intérieur et non plus de celui de la Défense, ses services d'écoutes téléphoniques seront rattachés à l’état-major de l’armée dirigé par le général Ahmed Gaïd Salah un proche du président de la République qu'il a nommé à ce poste en septembre 2013.
- La Direction de la documentation et de la sécurité extérieure (DDSE), dépendra à l'avenir directement de la présidence de la République.
- La Direction centrale de la sécurité de l'armée (DSCA), actuellement direction, sera structurée en Département, elle deviendra soit Département du renseignement de l'armée (DRA) ou Département central de la sécurité militaire (DCSM).
- Le Groupement d'intervention spécial (GIS), chargé de la lutte antiterroriste et de la protection des hautes personnalités, sera bientôt indépendant du DRS.

En d'autres termes, le DRS serait affaibli face à ce remaniement.

## Polémique
L'institution militaire, qui façonne la vie politique depuis l'indépendance du pays, est en proie à des luttes intestines, jetées pour la première fois sur la place publique par journaux interposés. La bataille oppose l'état-major de l'armée incarné par son chef, le général Ahmed Gaïd Salah, vice-ministre de la défense, nommé par le président Abdelaziz Bouteflika en 2013, et le puissant département de sécurité le DRS dirigé par le général « Toufik » depuis 1990.
Le 25 août 2010, Karim Moulay, ex-agent des services secrets algériens confesse au journal marocain Al Massae l'implication des services secrets algériens dans l'attentat de l'hôtel Atlas Asni de Marrakech en 1994. Pourtant, aucun mandat d'arrêt n'a été émis contre lui, malgré sa reconnaissance de son implication dans la tuerie, et le gouvernement marocain n'a pas réagi à ces révélations.
Dans un entretien accordé au site électronique TSA le 3 février 2014, Amar Saïdani, secrétaire général du parti au pouvoir, s'en pris nommément au général « Toufik », patron du DRS, de son vrai nom Mohamed Mediène, dont on ne prononçait le nom qu'avec précaution il y a peu encore. Il l'accuse d'être inamovible et d’être derrière les tentatives de déstabilisation qui visent le parti et son premier responsable. « Plusieurs partis ont été victimes des interférences de la sécurité intérieure (du DRS). C’est le cas du FLN, du parti d'Abdallah Djaballah, du FFS. Cela se fait toujours sous les ordres de Toufik. C’est une réalité. Dans mon pays le wali [préfet], les chefs d'entreprise sont contrôlés par des colonels. Je ne comprends pas pourquoi les téléphones sont mis sur écoutes, alors que seul un juge est en droit d'ordonner ça » a tonné Saïdani, avant de lancer de lourdes accusations : Ce département « avait failli dans la protection et la sécurité du président Mohamed Boudiaf. Il n’a pas su protéger Abdelhak Benhamouda, ni les moines de Tibhirine, ni les bases de pétrole dans le sud, ni les employés des Nations unies en Algérie, ni le Palais du gouvernement. Cette direction n’a pas su bien protéger le président à Batna où il avait été la cible d’une tentative d’assassinat. À mon avis, Toufik aurait dû démissionner après ces échecs!.», a ajouté le chef de file du FLN.
Ces déclarations ont provoqué un tollé au sein de la classe politique, plusieurs personnalités politiques et militaires dénonçant par journaux interposés le « clan Bouteflika » qui est derrière la sortie médiatique de Saâdani et l’accusent de vouloir affaiblir le DRS.

### Réaction du chef de l'État
Le président de la République Abdelaziz Bouteflika a réagi le 18 février, en dénonçant les propos de Amar Saadani, « des tentatives de déstabilisation visant la présidence, l'armée et les services de renseignement qui font croire que l'institution militaire est en proie à des luttes intestines ».
« Le DRS, en tant que partie intégrante de l'Armée nationale populaire (ANP), doit continuer à exécuter ses missions et attributions. Nul n'est en droit, quelles que soient ses responsabilités, de se placer au-dessus des dispositions de la Constitution et des lois de la République », a ajouté le chef de l'État.
« Ces quelques rappels ont pour objectif de réaffirmer clairement que, contrairement aux allégations et aux spéculations rapportées par voie de presse au préjudice de la stabilité de l'État et de l'ANP, le DRS reste pleinement mobilisé pour la bonne exécution des missions qui lui incombent, à l'instar des autres composantes de l'ANP », encore dit.

## Mise à la retraite du général Mohamed Médiène
Amorcée en 2013 par le président de la République Abdelaziz Bouteflika, l'opération d'effeuillage du DRS a connu son dernier acte avec la mise à la retraite de son tout-puissant patron, le général Mediène dit « Toufik », bien qu'il ait pu avoir été considéré comme le véritable chef du régime algérien,. Le président de la République met fin à ses fonctions le 13 septembre 2015. Il est remplacé par le général Athmane Tartag dit « Bachir », conseiller en sécurité de Bouteflika, qui a longtemps été le no 2 du DRS.

## Rattachement à la présidence de la République
Bouteflika signa un décret présidentiel le 27 octobre[Quand ?] qui finalisait le rattachement de ce corps militaire à la présidence de la République[réf. nécessaire].

## Dirigeants historiques
Ci-dessous la liste des responsables qui ont eu à diriger le DRS :
- Abdelhafid Boussouf de 1957 à 1962
- Houari Boumédiène de 1962 à 1965
- Abdallah Khalef, plus connu sous le nom de Kasdi Merbah de 1965 à 1978
- Ali Tounsi de 1978 à 1979
- Yazid Zerhouni de 1979 à 1981
- Général Lakehal Ayat de 1981 à 1988
- Mohamed Betchine de 1988 à 1990
- Général Mohamed Mediène alias Toufik ou Tewfik de 1990 à 2015
- Général Bachir Tartag du 13 septembre 2015 à la dissolution du DRS en 2016